# Pedicularis pteridifolia
Pedicularis pteridifolia är en snyltrotsväxtart som beskrevs av Bonati. Pedicularis pteridifolia ingår i släktet spiror, och familjen snyltrotsväxter. Inga underarter finns listade i Catalogue of Life.